# Marvel-moziuniverzum
A Marvel-moziuniverzum vagy Marvel-moziverzum (angolul: Marvel Cinematic Universe, röviden MCU) amerikai filmfranchise és kitalált univerzum, amelyet a Marvel Studios által gyártott szuperhősfilmek sorozata alkot. A filmek olyan szereplőkön alapulnak, akik az amerikai Marvel Comics képregényeiben jelentek meg. A franchise magában foglal számos televíziós sorozatot, rövidfilmet, digitális sorozatot és irodalmi művet is. A Marvel-univerzum – hasonlóan az eredeti Marvel-képregények világához – közös történetszálak, helyszínek, szereplőgárda és karakterek összefonásával jött létre.
A Marvel Studios a filmjeit úgynevezett „fázisokba” csoportosítja. Az első három fázist összefoglalóan Végtelen szágának, a következő három fázist pedig Multiverzum szágának nevezik. Az első MCU-film, A Vasember (2008) volt, amely elindította az első fázist, ami Bosszúállók (2012) című crossover-filmmel zárult. A második fázis a Vasember 3. (2013) című filmmel kezdődött és A Hangya (2015) filmmel ért véget, míg a harmadik fázis az Amerika Kapitány: Polgárháború (2016) filmmel indult, és Pókember: Idegenben (2019) filmmel zárult. A Fekete Özvegy (2021) volt a negyedik fázis első filmje, amely a Fekete Párduc 2. (2022) filmmel ért véget. Az ötödik fázis A Hangya és a Darázs: Kvantumánia (2023) filmmel kezdődött, és a Mennydörgők* (2025) filmmel zárult. A hatodik fázis A Fantasztikus 4-es: Első lépések (2025) filmmel fog elindulni, és az Avengers: Secret Wars (2027) filmmel ér majd véget.
A Marvel Television 2013-ban terjesztette ki a kitalált univerzumot a hagyományos televízióra A S.H.I.E.L.D. ügynökei című sorozattal, amely az ABC csatornán debütált. Később tovább bővítették a televíziós jelenlétet a streamingplatformokon, például a Netflixen és a Hulun, valamint a kábeltelevízión, a Freeform csatornán. Emellett elkészült egy digitális minisorozat is, az Agents of S.H.I.E.L.D.: Slingshot (2016). A Marvel Studios 2021-ben kezdte el saját televíziós sorozatait gyártani a Disney+ streamingplatformra, elsőként a WandaVízió című sorozattal, amely a negyedik fázis kezdetét jelentette. Ebben a fázisban a stúdió új formátummal is bővült: Marvel Studios bemutatja néven televíziós különkiadásokat kezdtek gyártani, amelyek közül az első az Éjjeli Vérfarkas (2022) volt. Az MCU része továbbá több kapcsolódó képregény, amelyeket a Marvel Comics adott ki, valamint egy sor direkt videóra készült rövidfilm, az úgynevezett Marvel-rövidfilm, amelyeket 2011 és 2014 között készítettek. Egyes filmekhez vírusmarketinget is indítottak, például a kitalált hírműsorokat: WHIH Newsfront (2015–2016) és The Daily Bugle (2019–2022).
A Marvel-moziuniverzum pénzügyileg rendkívül sikeres lett, és minden idők egyik legtöbb bevételt hozó filmfranchise-ává vált, miközben a kritikusoktól általában pozitív értékeléseket kapott. A stúdió több Multiverzum szága-projekt gyengébb teljesítményét azzal magyarázta, hogy a 2019-es Bosszúállók: Végjáték után jelentősen megnövelték a tartalomgyártást, ezért 2024-től csökkenteni kezdték a kiadott tartalmak mennyiségét. Az MCU inspirálta más film- és tévéstúdiókat is, hogy hasonló kitalált univerzumokat hozzanak létre, emellett számos tematikus élménypark-látványosságot, egy művészeti kiállítást, tévékülönkiadásokat, irodalmi műveket, több kapcsolódó videojátékot és reklámfilmeket is ihletett.

## Fejlesztés

### A Marvel Studios filmjei és sorozatai

#### A Végtelen szága
2005-re a Marvel Entertainment már azt tervezte, hogy saját filmjeit függetlenül fogja gyártani, és azokat a Paramount Pictures forgalmazza majd. Korábban a Marvel több szuperhősfilmet is társproducerként készített a Marvel Comics karakterei alapján, például a Columbia Pictures, a New Line Cinema, a 20th Century Fox és más stúdiók bevonásával. Ezekből a licencmegállapodásokból a Marvel viszonylag kevés haszonra tett szert, ezért úgy döntöttek, hogy nagyobb bevételre szeretnének szert tenni, miközben művészi kontrollt is megőriznek a projektek és a forgalmazás felett. Avi Arad, a Marvel Entertainment filmrészlegének, a Marvel Filmsnek a vezetője elégedett volt Sam Raimi által rendezett Pókember-trilógiával (2002–2007), amelyet a Sony Pictures és a Columbia gyártott, azonban más filmekkel kevésbé volt megelégedve. Arad ezért úgy döntött, hogy létrehozza a Marvel Studiost, amely Hollywood első nagy független filmstúdiója lett a DreamWorks Pictures 1994-es alapítása óta. Kevin Feige, Arad helyettese, felismerte, hogy míg a Pókember a Penge és az X-Men karakterek jogai Sonyhoz, New Line-hoz és a Foxhoz tartoztak, addig a Bosszúállók csapatának jogai továbbra is a Marvelnél maradtak. Feige, aki magát csak „rajongóként” jellemezte, azt álmodta meg, hogy ezeket a karaktereket egy közös univerzumban egyesíti, hasonlóan ahhoz, amit Stan Lee és Jack Kirby alkotott a Marvel Comics-nál az 1960-as években.
A tőke előteremtése érdekében a stúdió hét évre szóló, 525 millió dolláros forgó hitelkeretet biztosított magának a Merrill Lynch pénzügyi céggel együttműködve. A Marvel azt tervezte, hogy önálló filmeket készít a főbb karaktereikről, majd ezeket egy közös crossover-filmben egyesíti. Avi Arad, aki 2006-ban lemondott, kételkedett ebben a stratégiában. Azt állította, hogy az ő hírneve segített abban, hogy a stúdió megkapja az induló finanszírozást. 2007-ben Kevin Feige lett a stúdió vezetője. Annak érdekében, hogy megőrizzék a művészi integritást, a Marvel Studios egy hatfős kreatív bizottságot hozott létre, amelynek tagjai jól ismerték a Marvel-képregények világát. A bizottság tagjai: Kevin Feige, Louis D'Esposito a Marvel Studios társelnöke, Dan Buckley a Marvel Comics kiadói elnöke, Joe Quesada a Marvel Entertainment kreatív igazgatója, Brian Michael Bendis képregényíró és Alan Fine a Marvel Entertainment elnöke, aki a bizottság munkáját felügyelte. Feige kezdetben a filmek közös történeti folytonosságára „Marvel Cinema Universe” néven hivatkozott, később azonban bevezette a ma ismert „Marvel-moziuniverzum” elnevezést. Mivel a franchise azóta más médiákra is kiterjedt, néhányan csak a mozifilmekre használják ezt a kifejezést.
Az MCU-filmeket úgynevezett „fázisokra” bontva mutatják be, kezdve az első és második fázissal. 2009 decemberében a The Walt Disney Company megvásárolta a Marvel Entertainmentet 4 milliárd dollárért. A Disney bejelentette, hogy a jövőbeli Marvel Studios-filmeket saját stúdióján keresztül fogja forgalmazni, amint a korábbi szerződés a Paramounttal lejár. A harmadik fázis filmjeit egy különleges sajtóeseményen jelentették be 2014 októberében. 2015 szeptemberére a Marvel Studios teljesen beolvadt a The Walt Disney Studios-ba. Ettől kezdve Kevin Feige már nem az addigi Marvel Entertainment vezérigazgatónak, Isaac Perlmutternek, hanem a Walt Disney Studios elnökének, Alan F. Hornnak jelentett. A kreatív bizottság ezután csak névleges beleszólással bírt a filmekbe. Ugyanakkor a Marvel Television projektjeinél továbbra is konzultáltak, amelyek Perlmutter irányítása alatt maradtak. A fontos filmes döntéseket innentől kezdve Feige, Louis D'Esposito és az ügyvezető alelnök, Victoria Alonso hozták meg. A stúdió létrehozta a Marvel Studios Parlamentjét is, egyfajta „kreatív agytrösztöt”, amelyben a vállalat tapasztalt vezetői egymás projektjeit segítik, ahol csak lehet. 2017 novemberében Feige kijelentette, hogy a Bosszúállók: Végjáték (2019) végleges lezárást ad az addigi filmeknek, és egy új korszak kezdetét jelenti a franchise számára. Később megerősítette, hogy a harmadik fázis a „Végtelen szága” végét jelenti.

#### A Multiverzum szága
2017 novemberére már arról szóltak a hírek, hogy a Disney egy Marvel-alapú televíziós sorozaton dolgozik új streaming szolgáltatására, a Disney+-ra. 2018 júliusában Kevin Feige elmondta, hogy már megkezdődtek az egyeztetések a Disney-vel arról, milyen szerepet játszhatna a Marvel Studios a streamingplatform tartalmaiban, amit Feige kulcsfontosságúnak tartott a vállalat jövője szempontjából. 2018 szeptemberében arról számoltak be, hogy a Marvel Studios több limitált sorozat fejlesztését kezdte meg, amelyek az MCU-filmek úgynevezett „másodvonalbeli” karaktereire fókuszálnak, olyanokra, akik addig nem kaptak, és valószínűleg nem is kapnának saját mozifilmet. Mindegyik sorozat 6–8 részesre volt tervezve, és a Marvel Studios gyártotta volna őket, nem a Marvel Television, Feige pedig aktívan részt vett a fejlesztési folyamatban. Feige úgy nyilatkozott, hogy ezek a sorozatok olyan történeteket mesélhetnek el, amelyekre a mozifilmekben nem lenne lehetőség — hosszabb, kibontott narratívát tesznek lehetővé. Hozzátette, hogy amikor a Disney felkérte őket ezeknek a sorozatoknak a megalkotására, az kreatívan feltüzelte az egész Marvel Studios csapatát, mivel új médiumban dolgozhattak, és felrúghatták a hagyományos struktúrák szabályait. A stúdió televíziós különkiadásait „Marvel Studios bemutatja” néven forgalmazzák. Az első ilyen projekt, amit a Marvel Studios a Disney+ számára tervezni kezdett, A galaxis őrzői – Ünnepi különkiadás (2022) volt.

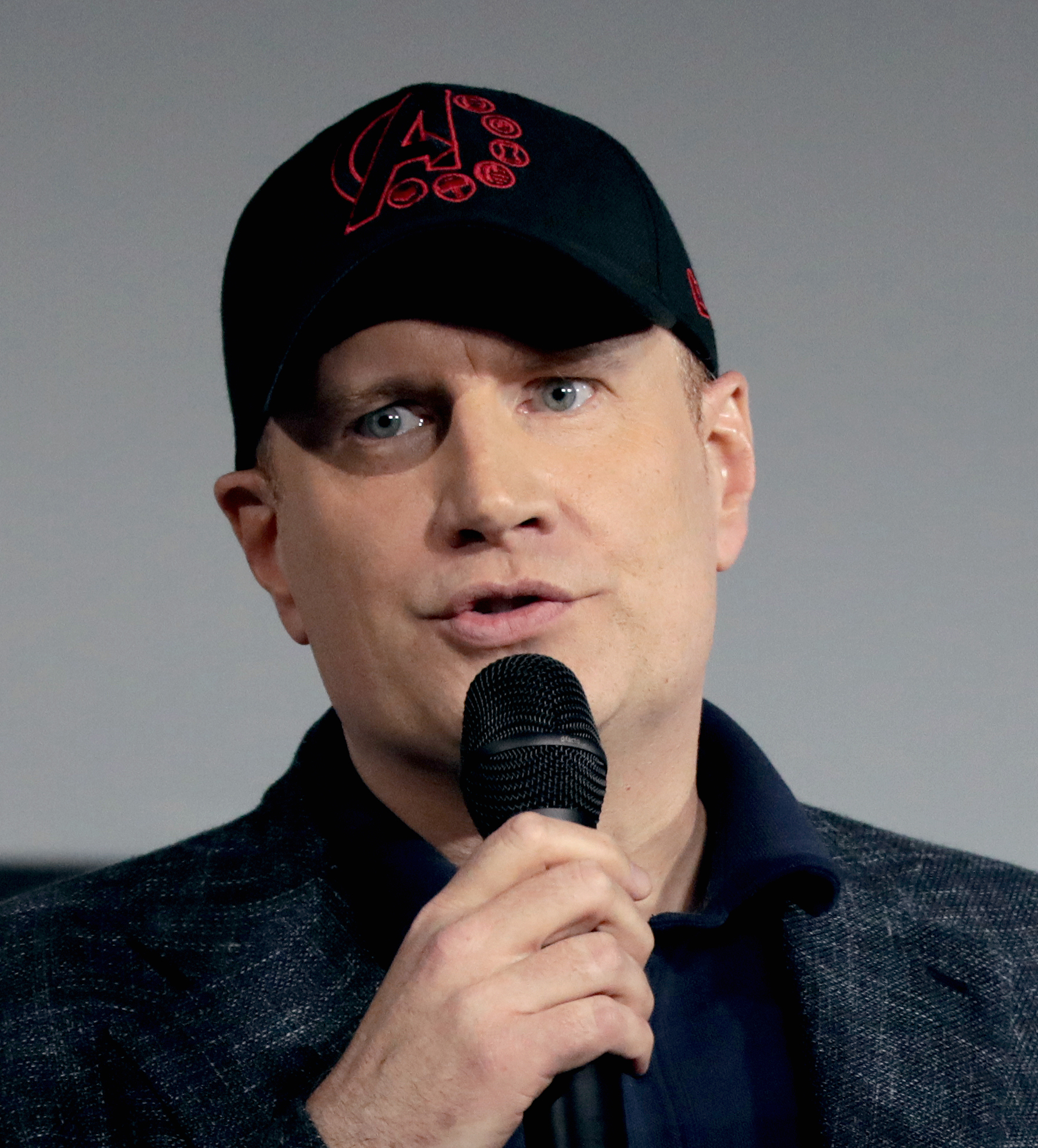
Kevin Feige segített megalkotni a Marvel karakterekből álló kitalált univerzum koncepcióját.

2019 júliusában Kevin Feige bejelentette a Marvel-moziuniverzum negyedik fázisának projektjeit a San Diego-i Comic-Conon. A fázisban először szerepeltek nemcsak filmek, hanem Disney+-os televíziós eseménysorozatok is. A negyedik fázis része a Mi lenne, ha…? című sorozat, a Marvel Studios első animációs sorozata, és 2021 júliusára a stúdió egy önálló animációs részleget és mini stúdiót hozott létre Marvel Studios Animation néven, hogy további animációs tartalmakat fejlesszen a Mi lenne, ha…? világán túl is. Victoria Alonso elmondása szerint 2021 szeptemberében a Marvelnek körülbelül 31 projektje volt különböző fejlesztési szakaszban. 2022 áprilisában Feige arról beszélt, hogy ő és a Marvel Studios egy kreatív visszavonuláson dolgoznak, ahol a következő 10 év MCU-filmjeit tervezik meg. Ugyanazon év júliusában, a San Diego Comic-Conon Feige bejelentette az ötödik és hatodik fázis néhány filmjét és sorozatát, egyúttal felfedve, hogy a második három fázist közösen „A Multiverzum szágának” néven emlegetik. A harmadik fázis és a Végtelen szága lezárása, valamint a Marvel Studiosnál rövid idő alatt megnövekedett projektszám után a stúdió úgy döntött, hogy nem zárja le többé minden fázist egy Bosszúállók-crossoverfilmmel, hanem inkább a Multiverzum szága végére időzíti a csúcspontot, két tervezett filmmel: Avengers: The Kang Dynasty és Avengers: Secret Wars (2027). A stúdió izgatottan várta, hogy Thanos után egy új, teljesen más típusú főgonosszal, Kang, a hódítóval dolgozhasson, aki több változatban létezik különböző idősíkokból a multiverzumban. Kang eredetileg nem volt központi figura a szágában, de a stúdió Jonathan Majors alakítását látva a Loki (2021) sorozat első évadában, valamint A Hangya és a Darázs: Kvantumánia (2023) forgatási nyersanyagait látva, mégis mellette döntött. Azonban 2023 decemberében, miután Majorst bűnösnek találták zaklatásban és testi sértésben, a Disney és a Marvel Studios azonnali hatállyal kirúgta. Ekkor a The Kang Dynasty filmet a stúdió belsőleg csak Bosszúállók 5-ként emlegette; 2024 elejére a Marvel végleg elvetette a Kang-központú történetvonalat, és új főellenség után kezdett kutatni a szága számára.
Alonsót 2023 márciusában menesztették a Marvel Studiosnál betöltött szerepéből, mert producerként dolgozott az Amazon Studios által gyártott Argentina, 1985 (2022) című filmen, amivel megszegte a 2018-ban kötött szerződését a Disney-vel. Az egyezség értelmében Alonso nem dolgozhatott volna versenytárs stúdiónál. A döntést a Disney Entertainment társelnöke, Alan Bergman, valamint a cég HR- és jogi osztálya hozta meg közösen. Alonso állítólag nem kért engedélyt a filmben való részvételhez, és a Disney többször is kérte, hogy ne dolgozzon és ne is népszerűsítse a filmet. A helyzet annyira súlyos volt, hogy a Disney egy új megállapodás aláírását is kezdeményezte. Alonso azonban továbbra is promotálta a filmet annak 2022 szeptemberi premierje után, ami végül elbocsátásához vezetett. Alonso ügyvédei vitatták ezeket az állításokat, és kijelentették, hogy a Disney tudott és beleegyezett abba, hogy Alonso részt vegyen az Argentina, 1985 munkálataiban. Szerintük Alonso-t elhallgattatták, és azért bocsátották el, mert nem volt hajlandó olyasmit tenni, amit erkölcstelennek tartott. Ez alatt azt értették, hogy egy Disney-vezető megkérte őt, hogy cenzúrázza a meleg büszkeséggel kapcsolatos elemeket a Kvantumánia (2023) című filmben, hogy azt a kuvaiti törvényeknek megfelelően lehessen forgalmazni. A Disney szóvivője viszont azt közölte, hogy Alonso elbocsátásának oka egyértelműen szerződésszegés és céges szabályzat megsértése volt, több egyéb tényező mellett. 2023 áprilisában Alonso és a Disney több millió dolláros kártérítési megállapodást kötött egymással.
2023 júliusában Bob Iger, a Disney vezérigazgatója bejelentette, hogy a vállalat a jövőben csökkenti a Marvel-tartalmak mennyiségét. Elismerte, hogy a Marvel Studios Disney+-os terjeszkedése és a túl sok film gyártása „elvonta a figyelmet és a fókuszt”, különösen miután több film sem hozta a várt eredményeket a mozikban. 2024 májusában Iger pontosította a terveket: a Disney ezentúl évente csak két, legfeljebb három Marvel-filmet és két Marvel-sorozatot fog kiadni. Ez jelentős csökkenés a korábbi évekhez képest, amikor akár négy film és körülbelül négy sorozat is megjelent egyetlen évben. A vállalat minden részlegében a mennyiség helyett a minőségre helyezi a hangsúlyt, de Iger szerint ez a váltás különösen fontos a Marvel számára. Kevin Feige és Louis D'Esposito elismerték, hogy 2023 különösen nehéz év volt számukra, és tanultak abból, hogy túl sok tartalmat próbáltak egyszerre elkészíteni. Ugyanakkor azt is mondták, hogy az, hogy a stúdió már nem dominálja a jegypénztárakat, lehetőséget ad nekik arra, hogy újra kívülállók legyenek, ahogy a Marvel-moziuniverzum első fázisának idején. Céljuk, hogy erősen térjenek vissza, meglepjék a közönséget és felülmúlják az elvárásokat. Feige szerint 2025 után évente körülbelül két filmre és három sorozatra állnak majd be, miután az akkorra már hosszú ideje fejlesztés alatt álló három film és hat sorozat megjelenik. 2025 májusában Iger úgy nyilatkozott, hogy a Mennydörgők* lesz az első és egyben legjobb példája annak, hogyan fókuszál újra a Marvel Studios, a minőség és tudatos építkezés jegyében.
2024-ben a Marvel Studios bevezette új arculati megjelöléseit: Marvel Animation, az animációs sorozatok számára, Marvel Television, az élőszereplős sorozatok számára, valamint a már korábban bemutatott Marvel Spotlight bannert. Ezeket azért hozták létre, hogy segítsenek a nézőknek eligazodni a Marvel-projektek között, és egyértelművé tegyék: nem szükséges minden egyes sorozatot vagy filmet megnézni ahhoz, hogy valaki értse az összképet. Ehelyett a nézők szabadon választhatják ki, mely történetszálakat és karaktereket szeretnék követni. A 2024-es San Diego-i Comic-Conon pedig bejelentést tettek: Az ötödik Bosszúállók-film új címe Avengers: Doomsday (2026) lett. Robert Downey Jr.-t, aki korábban 2008 és 2019 között Tony Stark / Vasember szerepét játszotta az MCU-ban, a Multiverzum szága új főgonoszának, Victor von Doom / Fátum Doktornak a szerepére választották ki, mind a Doomsday, mind a Secret Wars filmekhez.

##### A mutáns karakterek és az X-Men integrálása
2017 decemberében a Disney megállapodott a 21st Century Fox egyes eszközeinek felvásárlásáról, és az ügyletet 2019. március 19-én véglegesítették. Ennek eredményeként a Deadpool, az X-Men és a Fantasztikus Négyes filmjogai visszakerültek a Marvel Studioshoz, bár Kevin Feige elmagyarázta, hogy annak ellenére, hogy a felvásárlás 2019-ben lezárult, ezeknek a karaktereknek és koncepcióknak az elérhetősége és integrálása „nagyon sokáig” nem volt lehetséges a vállalati felvásárlásokra vonatkozó jogszabályok miatt. A felvásárlást követően az első elemek, amelyeket beépítettek a Marvel-moziuniverzum, a S.W.O.R.D. nevű szervezet volt a WandaVízió (2021) Disney+ sorozatban, valamint a Madripoor nevű fiktív ország A Sólyom és a Tél Katonája (2021) sorozatban. Emellett Patrick Stewart is megjelent Charles Xavier professzorként a Doctor Strange az őrület multiverzumában (2022) című filmben, a karakter egy másik változatát alakítva, mint akit korábban az X-Men filmsorozatban játszott. Kamala Khanról kiderült, hogy genetikai mutációja van a Ms. Marvel sorozatban, a főszereplő, Iman Vellani pedig megerősítette, hogy ő az első mutáns a Marvel-moziuniverzumban. Namorról is kiderül a Fekete Párduc 2. (2022) című filmben, hogy mutáns, ahogy az a képregényekben is szerepel. Kelsey Grammer is feltűnik Dr. Hank McCoy / Bestia szerepében a Marvelek (2023) című filmben, megismételve korábbi alakítását az X-Men filmekből. A film bemutatja továbbá a mutáns Geminit, aki Maria Rambeau alternatív változata, Lashana Lynch alakításában.
Feige a Deadpool & Rozsomák (2024) filmet nevezte a Marvel Studios Fox-karakterekkel kapcsolatos felfedezése és felhasználása valódi kezdetének, és elmondta, hogy minden ezt követő projekt a Marvel-moziuniverzum „mutáns korszakának” része lesz. A Deadpool & Rozsomák és a Secret Wars közötti filmek további X-Men karaktereket is bemutatnak, Feige pedig azt mondta, hogy a Secret Wars története egy „új mutáns korszakhoz” vezet majd, valamint az X-Men bemutatásához az MCU-ban. A Doomsday című filmben további X-Men filmsorozatbeli színészek térnek vissza szerepeikhez, köztük Ian McKellen mint Erik Lensherr / Magneto, Alan Cumming mint Kurt Wagner / Árnyék, Rebecca Romijn mint Raven Darkhölme / Mystique, és James Marsden mint Scott Summers / Küklopsz. Stewart és Grammer szintén visszatérnek szerepeikben a filmben. Feige állítólag tízéves tervvel rendelkezik az X-Menre az MCU-n belül.

### Marvel Television sorozatok

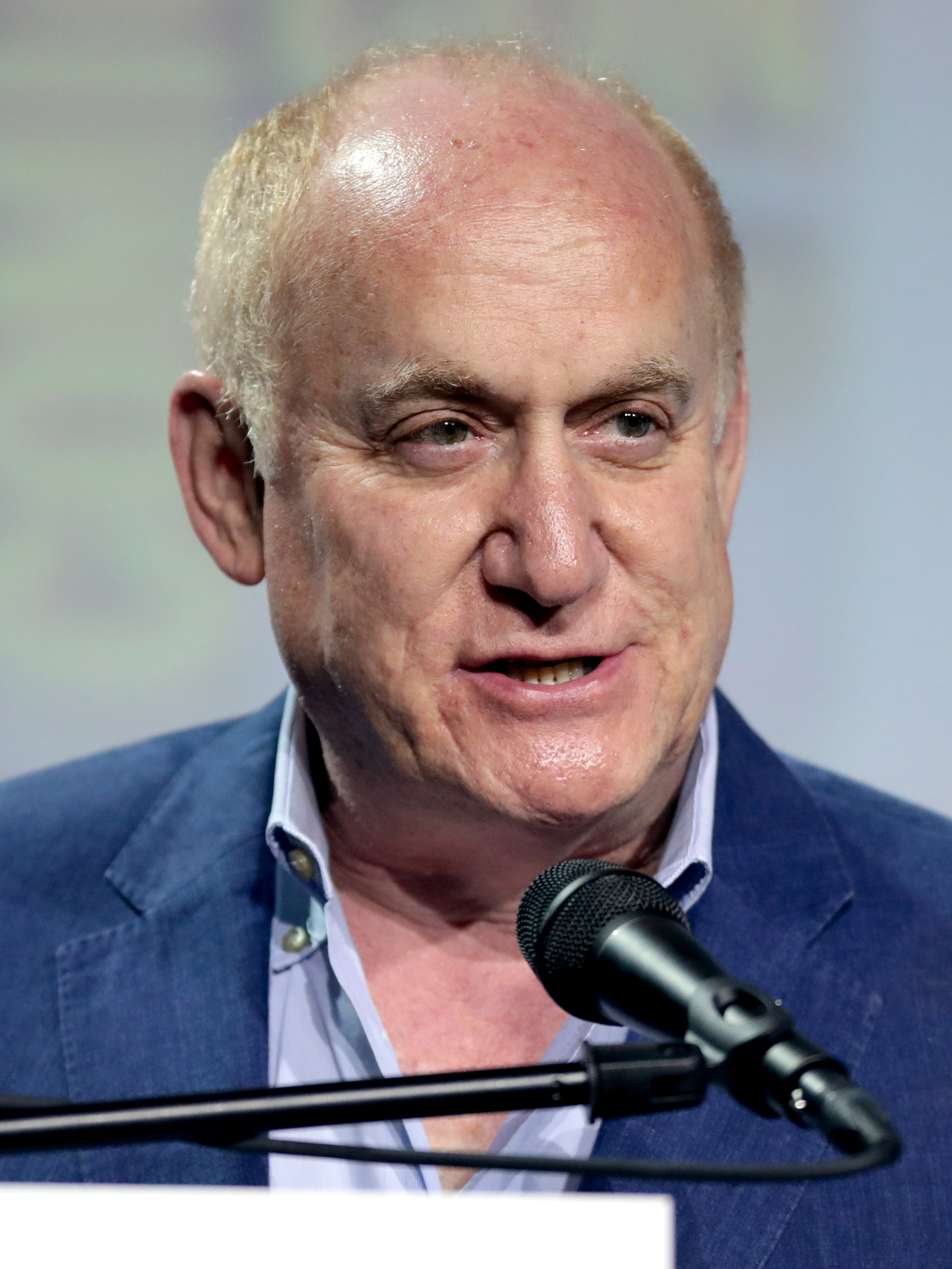
Jeph Loeb vezette a Marvel Televisiont, és vezető producerként szolgált minden televíziós sorozatnál, amely az ABC, a Netflix, a Hulu és a Freeform csatornákon futott

A Marvel Television 2010 júniusában indult Jeph Loeb vezetésével, és 2012 júliusára már tárgyalásokat folytatott az ABC csatornával egy, a Marvel-moziuniverzumban játszódó sorozat készítéséről. Az ABC később bemutatta A S.H.I.E.L.D. ügynökei, a Carter ügynök és az Embertelenek című sorozatokat. Az utóbbi az IMAX Corporationnel közös koprodukcióban készült. 2013 novemberében a Disney megállapodott a Netflixszel, hogy élőszereplős sorozatokat készít a Daredevil, Jessica Jones Luke Cage és Vasököl karakterekkel, amelyek egy közös minisorozatban, A Védelmezőkben csúcsosodnak ki. 2016 áprilisában a Netflix megrendelte A Megtorló sorozatot, a Daredevil egyik mellékszálának folytatásaként. 2019 februárjára a Netflix minden Marvel-sorozatát törölte. 2016 áprilisában a Disney tulajdonában lévő Freeform kábelcsatorna bejelentette a Cloak & Dagger sorozatot. 2017 májusában a Marvel bejelentette, hogy a Runaways sorozat berendelést kapott a Hulu streamingplatformon. 2019 májusában a Marvel közölte, hogy a Helstrom sorozat is zöld utat kapott a Hulun.
2019 októberében további vállalati átszervezés történt, amelynek során Kevin Feiget nevezték ki a Marvel Entertainment kreatív igazgatójának, és a Marvel Television a Marvel Studios részévé vált, a Marvel Television vezetői pedig Feige-nek jelentettek. 2019 decemberében a Marvel Televisiont hivatalosan is beolvasztották a Marvel Studiosba, amely átvette a még folyamatban lévő sorozatok gyártását, és nem várható, hogy a Marvel Television új sorozatokat fejleszt a jövőben. 2021 januárjában Feige azt nyilatkozta, hogy „soha ne mondd, hogy soha” a Netflix-sorozatok esetleges újjáélesztésére vonatkozóan, de megjegyezte, hogy a Marvel Studios jelenleg az új Disney+ sorozataira összpontosít. 2022 májusában kiderült, hogy a Marvel Studios egy új Daredevil sorozatot fejleszt a Disney+ számára, amelyet júliusban Daredevil: Újjászületés címmel jelentettek be.

### Kiterjesztés más médiumokra
2008-ban jelent meg az első olyan képregény, amely közvetlenül kapcsolódott a Marvel-moziuniverzumhoz. Joe Quesada elmagyarázta, hogy ezek a képregények ugyan a filmek történeti kontinuitásában játszódnak, de nem közvetlen adaptációk. Inkább olyan eseményeket mutatnak be, amelyek „a képernyőn kívül” történtek, vagy részletesebben kifejtenek valamit, amit a filmekben csak röviden említettek. Kevin Feige is részt vett ezeknek a képregényeknek a megalkotásában, és olykor a filmek forgatókönyvírói is közreműködtek. A Marvel Comics Brad Winderbaummal, Jeremy Latchammel és Will Corona Pilgrimmel dolgozott együtt a Marvel Studios részéről annak érdekében, hogy eldöntsék, mely koncepciók kerüljenek át a klasszikus Marvel képregények világából a Marvel-moziuniverzumba, mit mutassanak meg a kiegészítő képregényekben, és mit hagyjanak meg a filmeknek. A Marvel később egyértelműsítette, mely kiegészítő képregények tekinthetők hivatalos MCU-kánonnak, és melyek csupán az MCU által inspirált történetek, ezek lehetőséget adnak arra, hogy a filmekből ismert karaktereket képregényes formában is bemutassák.
2011 augusztusában a Marvel bejelentette, hogy Marvel-rövidfilm néven egy sor közvetlenül videóra készülő rövidfilmet indítanak. Brad Winderbaum elmondása szerint ezek a rövidfilmek „szórakoztató módjai annak, hogy új karakterekkel és ötletekkel kísérletezzenek”, valamint hogy bővítsék a Marvel-moziuniverzumot. Minden rövidfilm önálló történetként készült, amely háttérinformációt nyújt a filmekben már bemutatott karakterekről vagy eseményekről.
2015 márciusában a Marvel animációs fejlesztésért és gyártásért felelős alelnöke, Cort Lane elmondta, hogy az MCU-hoz kapcsolódó animációs tartalmak „készülőben vannak”. Ugyanazon év júliusában a Marvel Studios partnerségre lépett a Google-lel, hogy elkészítsék a WHIH Newsfront with Christine Everhart című álhírműsort, amely az MCU világában játszódó YouTube-videósorozatként szolgált. Ez a vírusmarketing-kampány a filmek és a filmes univerzum népszerűsítését célozta. 2016 decemberében az Agents of S.H.I.E.L.D.: Slingshot című hatrészes websorozat debütált az ABC.com-on. A történet Elena „Yo-Yo” Rodriguez titkos küldetését követi nyomon, közvetlenül A S.H.I.E.L.D. ügynökei negyedik évadának kezdete előtt, Natalia Cordova-Buckley visszatérésével. 2019 szeptemberében a Sony létrehozta a The Daily Bugle valódi weboldalát, a Pókember: Idegenben (2019) otthoni megjelenésének népszerűsítésére szolgáló vírusmarketing részek#ént. Az oldal olyan valós összeesküvés-elméleteket terjesztő oldalak ihletésére készült, mint például Alex Jones Infowarsa. A weboldalon J. K. Simmons ismét J. Jonah Jameson szerepében tűnt fel egy videóban, amelyben Pókember ellen szólal fel, majd arra kéri a nézőket, hogy „lájkoljanak és iratkozzanak fel”. 2020 decemberében a Marvel Studios bejelentette az Én vagyok Groot című sorozatot, amely fotórealisztikus animációs rövidfilmekből áll, és a Kicsi Groot karakterét követi a Disney+ platformon.

### Üzleti gyakorlatok

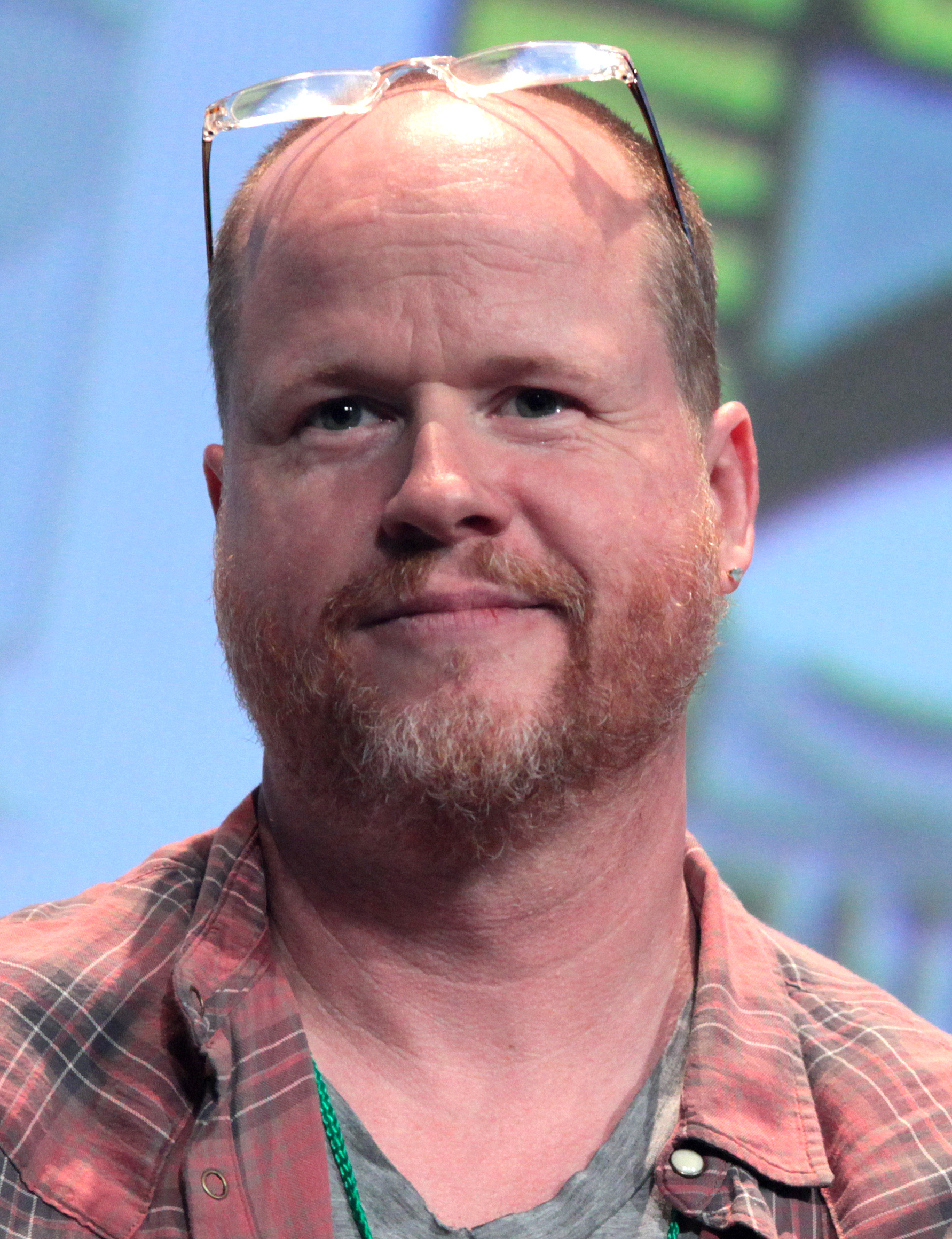
Joss Whedon jelentős szerepet játszott a Marvel-moziuniverzum második fázisában: kreatív tanácsokkal látta el az összes film készítését; elindította az MCU első televíziós sorozatát, A S.H.I.E.L.D. ügynökeit; valamint ő írta és rendezte a fázis csúcspontját jelentő összefonódó filmet, az Bosszúállók: Ultron korát

2016 novemberében Kevin Feige elmagyarázta, hogy a stúdió gyakran összeállít egy úgynevezett „lookbookot” (képes inspirációs gyűjteményt), amely képregényekből származó hatásokat és a Marvel vizuális fejlesztőcsapatának művészi munkáit tartalmazza, hogy vizuális alapot teremtsenek egy-egy projekthez. Ezeket a lookbookokat a vállalati elvonulásokon állítják össze, amelyeket körülbelül 18 havonta tartanak, hogy megtervezzék a jövőbeli projekteket és kidolgozzák az MCU fázisait. Ugyanakkor ezeket a lookbookokat nem mindig mutatják meg a rendezőknek, mivel a Marvel néha inkább azt részesíti előnyben, hogy a rendező először saját ötletekkel álljon elő. Amikor rendezőt választanak egy projekthez, a Marvel Studios olyan filmeseket keres, akik képesek irányítani és vezérelni egy film alkotását. Néhány választásuk rendezőkre nézve „váratlannak” tűnt azok korábbi munkái alapján. Erről Feige megjegyezte: „Nem kell, hogy valaki korábban már rendezett volna egy hatalmas, látványos, vizuális effektekkel teli filmet ahhoz, hogy ilyet rendezzen nálunk. Elég, ha csinált már valami különlegeset és nagyszerűt.”
A stúdió ügyel arra, hogy a rendezők nyitottak legyenek az összefüggő filmes univerzum ötletére, és hajlandók legyenek beépíteni az ehhez szükséges kapcsolódási elemeket. Például Kenneth Branagh és Joe Johnston is kénytelenek voltak olyan jeleneteket beépíteni az első fázisbeli filmjeikbe – Thor és Amerika Kapitány: Az első bosszúálló – amelyek előkészítették a Bosszúállók (2012) eseményeit. A Marvel Studios általában rendelkezik egy nagyobb ötlettel, amelyet egy adott filmben ki szeretnének bontani vagy felépíteni, mint például a Hydra beszivárgása a S.H.I.E.L.D.-be az Amerika Kapitány: A tél katonája (2014) című filmben. Ugyanakkor a részletek kidolgozását a rendezőkre bízzák, lehetőséget adva arra, hogy egy kicsit „improvizáljanak”, miközben eljutnak a kívánt végpontra. Miután ezek az alapötletek kialakulnak, a kreatív csapat elkezdi vizsgálni, hogyan lehet a jövőbeli projektek ötleteit is összekapcsolni, hogy erősítsék az univerzum egészét. A korai filmek esetében Kevin Feige szorosan részt vett a fejlesztési folyamatban, majd a forgatás felügyeletét az alacsonyabb beosztású stúdióvezetőkre bízta. Az utómunkák során azonban ismét aktívan bekapcsolódott, amikor a filmeket akár teljes mértékben át is írták vagy újraszerkesztették.
2012 augusztusában a Marvel exkluzív szerződést kötött Joss Whedonnal, a Bosszúállók és a Bosszúállók: Ultron kora (2015) rendezőjével, amely 2015 júniusáig szólt, és filmekre, valamint televíziós projektekre is kiterjedt. A megállapodás értelmében Whedon kreatív hozzájárulást nyújtott a második fázis összes filmjéhez, és ő fejlesztette az MCU első televíziós sorozatát, A S.H.I.E.L.D. ügynöket is. 2017 áprilisában A galaxis őrzői (2014) és A galaxis őrzői vol. 2. (2017) író-rendezője, James Gunn bejelentette, hogy a Marvellel közösen dolgozik a Galaxis őrzői karakterek jövőbeli történeteinek és a szélesebb értelemben vett „Marvel kozmikus univerzum” megtervezésén. Gunn azonban 2022 novemberében a DC Studios társelnöke lett, és négyéves exkluzív szerződést írt alá, amely kizárólag DC Comics-alapú projekteken való munkát engedélyez számára. A harmadik fázis során szoros együttműködés zajlott az egyes karakterfilmek rendezői és az átfogó Bosszúállók: Végtelen háború és Végjáték filmek alkotói – a Russo testvérek, valamint az írók, Christopher Markus és Stephen McFeely – között. Ez azért volt fontos, hogy a történetmesélés összhangban legyen a Végtelen szága lezárásához.
A Marvel Studios elkezdte több filmre szóló szerződésekkel leszerződtetni színészeit, például Samuel L. Jacksont egy akkoriban példátlan, kilenc filmre szóló megállapodással kötötte le. Kevin Feige elmondta, hogy a stúdió minden színésszel több filmre szóló szerződést írat alá; a megszokott szám három vagy több film volt, míg a kilenc vagy tizenkét filmre szóló szerződések ritkának számítottak. A szerződések olyan záradékokat is tartalmaztak, amelyek lehetővé tették, hogy a Marvel egy színész egyik filmben nyújtott alakításából akár három percnyi jelenetet felhasználjon egy másik filmben, ezt a stúdió „átvezető anyagként” emlegeti. A negyedik fázis kezdetére a Marvel már nem alkalmazott ilyen hosszú távú szerződéseket: a megállapodások időtartama az adott színésztől és projekttől függően változott. Feige szerint a stúdió olyan színészeket keresett, akik lelkesedéssel csatlakoznának a franchise-hoz, és szívesen szerepelnének több projektben is anélkül, hogy erre szerződés kötelezné őket. Azt is megjegyezte, hogy újabban a színészi szerződésekbe már a vidámparki látványosságokban való szereplést is belefoglalják. 2020 decemberére – miután a koronavírus-világjárvány hatással volt a mozikra, és egyre több stúdió tért át a streaminges megjelenésekre – a Marvel Studios új típusú szerződéseket kezdett kidolgozni színészek, írók, rendezők és producerek számára. Ezek az új szerződések lehetővé tették, hogy ha egy film a mozik helyett a Disney+-on debütálna, akkor az alkotók ennek megfelelően módosított juttatásokban részesüljenek. A TheWrap szerint ezek az új szerződések valószínűleg csak azokra a filmekre vonatkoztak, amelyek még a gyártás előtt álltak; nem volt világos, hogy a már elkészült, de még be nem mutatott filmek szerződéseit is módosítják-e.
A Marvel Televisionnél Jeph Loeb elmondta, hogy ő és vezetőtársai minden gyártási folyamatban részt vettek: „legyen szó az írói szobáról, a vágásról, a forgatásról, a szereplőválogatásról, a gyártás minden lépése a Marvel csapatán megy keresztül, hogy a lehető legjobb történetet meséljük el”. Azt is hozzátette, hogy a stúdió azért tudott egyszerre ennyi sorozaton dolgozni különböző csatornákon és platformokon, mert elég volt minden egyes sorozathoz egy olyan ember, aki irányította a folyamatot. A Marvel Television sorozataiban szereplő színészek – például Charlie Cox (aki Matt Murdockot / Fenegyereket alakította a Daredevil sorozatban) és Adrianne Palicki (aki Bobbi Morse / Mockingbirdöt alakította A S.H.I.E.L.D. ügynökeiben) – szerződésben vállalták, hogy ha a Marvel felkéri őket, megjelennek egy filmben is. Amikor A Védelmezők című közös minisorozatot fejlesztették, Marco Ramirez showrunner konzultált az összes Marvel–Netflix sorozat alkotójával. Elolvasta velük A Védelmezők minden forgatókönyvét, hogy ők visszajelzést adhassanak az egyes karakterek világával kapcsolatban. 2021 decemberében Kevin Feige megerősítette, hogy Charlie Cox újra el fogja játszani Fenegyerek szerepét a Marvel Studios MCU-produkcióiban. Cox először a Pókember: Nincs hazaút című filmben tért vissza a szerephez. Ugyancsak visszatért Vincent D’Onofrio is, aki ismét eljátszotta Wilson Fisk / Vezér szerepét a Sólyomszem (2021) Disney+ sorozatban.

## Fázisok filmjei

### Végtelen szága
Az első három fázist összefoglalóan „Végtelen szága” néven ismerik. Az első fázis a következő filmekből áll: A Vasember (2008), A hihetetlen Hulk (2008), Vasember 2. (2010), Thor (2011) és Amerika Kapitány: Az első bosszúálló (2011). A fázis a Bosszúállók (2012) című crossover filmmel zárul. A második fázis részei: Vasember 3. (2013), Thor: Sötét világ (2013), Amerika Kapitány: A tél katonája (2014), A galaxis őrzői (2014), Bosszúállók: Ultron kora (2015) és A Hangya (2015). A harmadik fázis első filmje az Amerika Kapitány: Polgárháború (2016), majd sorban követi: Doctor Strange(2016), A galaxis őrzői vol. 2. (2017), Pókember: Hazatérés (2017), Thor: Ragnarök (2017), Fekete Párduc (2018), Bosszúállók: Végtelen háború (2018), A Hangya és a Darázs (2018), Marvel Kapitány (2019), Bosszúállók: Végjáték (2019) és végül Pókember: Idegenben (2019).

### Multiverzum szága
A második három fázist összefoglalóan „Multiverzum szága” néven ismerik, amely tartalmazza a Disney+ streamingplatformon bemutatott sorozatokat is.  A negyedik fázis filmjei: Fekete Özvegy (2021), Shang-Chi és a tíz gyűrű legendája (2021), Örökkévalók (2021), Pókember: Nincs hazaút (2021), Doctor Strange az őrület multiverzumában (2022), Thor: Szerelem és mennydörgés (2022) és Fekete Párduc 2. (2022). Az ötödik fázis részei: A Hangya és a Darázs: Kvantumánia (2023), A galaxis őrzői: 3. rész (2023), Marvelek (2023), Deadpool & Rozsomák (2024), Amerika Kapitány: Szép új világ (2025) és Mennydörgők* (2025). A hatodik fázis A Fantasztikus 4-es: Első lépések (2025) filmmel indul, majd követi a Spider-Man: Brand New Day (2026) és a Bosszúállók: Ítéletnap (2026), végül az Avengers: Secret Wars (2027) zárja le.

## Visszatérő szereplők
| Szereplő                                   | Megjelent filmek   | Megjelent filmek              | Megjelent filmek   | Megjelent filmek      | Megjelent filmek                     | Megjelent filmek             | Megjelent filmek   | Megjelent filmek  | Megjelent filmek                  | Megjelent filmek | Megjelent filmek         | Megjelent filmek | Megjelent filmek                 | Megjelent filmek     | Megjelent filmek        | Megjelent filmek    | Megjelent filmek     | Megjelent filmek | Megjelent filmek             | Megjelent filmek     | Megjelent filmek   | Megjelent filmek      | Megjelent filmek    | Megjelent filmek                            | Megjelent filmek                   | Megjelent filmek | Megjelent filmek       | Megjelent filmek                         | Megjelent filmek              | Megjelent filmek | Szereplő                                   |
| Szereplő                                   | A Vasember         | A hihetetlen Hulk             | Vasember 2.        | Thor                  | Amerika kapitány: Az első bosszúálló | Bosszúállók                  | Vasember 3.        | Thor: Sötét világ | Amerika kapitány: A tél katonája  | A galaxis őrzői  | Bosszúállók: Ultron kora | A Hangya         | Amerika kapitány: Polgárháború   | Doctor Strange       | A galaxis őrzői vol. 2. | Pókember: Hazatérés | Thor: Ragnarök       | Fekete Párduc    | Bosszúállók: Végtelen háború | A Hangya és a Darázs | Marvel Kapitány    | Bosszúállók: Végjáték | Pókember: Idegenben | Fekete Özvegy                               | Shang-Chi és a tíz gyűrű legendája | Örökkévalók      | Pókember: Nincs hazaút | Doctor Strange az őrület multiverzumában | Thor: Szerelem és mennydörgés | Fekete Párduc 2. | Szereplő                                   |
| Bosszúállók                                | Bosszúállók        | Bosszúállók                   | Bosszúállók        | Bosszúállók           | Bosszúállók                          | Bosszúállók                  | Bosszúállók        | Bosszúállók       | Bosszúállók                       | Bosszúállók      | Bosszúállók              | Bosszúállók      | Bosszúállók                      | Bosszúállók          | Bosszúállók             | Bosszúállók         | Bosszúállók          | Bosszúállók      | Bosszúállók                  | Bosszúállók          | Bosszúállók        | Bosszúállók           | Bosszúállók         | Bosszúállók                                 | Bosszúállók                        | Bosszúállók      | Bosszúállók            | Bosszúállók                              | Bosszúállók                   | Bosszúállók      | Bosszúállók                                |
| ------------------------------------------ | ------------------ | ----------------------------- | ------------------ | --------------------- | ------------------------------------ | ---------------------------- | ------------------ | ----------------- | --------------------------------- | ---------------- | ------------------------ | ---------------- | -------------------------------- | -------------------- | ----------------------- | ------------------- | -------------------- | ---------------- | ---------------------------- | -------------------- | ------------------ | --------------------- | ------------------- | ------------------------------------------- | ---------------------------------- | ---------------- | ---------------------- | ---------------------------------------- | ----------------------------- | ---------------- | ------------------------------------------ |
| Tony Stark Vasember                        | Robert Downey, Jr. | Robert Downey, Jr.            | Robert Downey, Jr. |                       |                                      | Robert Downey, Jr.           | Robert Downey, Jr. |                   |                                   |                  | Robert Downey, Jr.       |                  | Robert Downey, Jr.               |                      |                         | Robert Downey, Jr.  |                      |                  | Robert Downey, Jr.           |                      |                    | Robert Downey, Jr.    |                     |                                             |                                    |                  |                        |                                          |                               |                  | Tony Stark Vasember                        |
| Steve Rogers Amerika kapitány              |                    |                               |                    |                       | Chris Evans                          | Chris Evans                  |                    | Chris Evans       | Chris Evans                       |                  | Chris Evans              | Chris Evans      | Chris Evans                      |                      |                         | Chris Evans         |                      |                  | Chris Evans                  |                      | Chris Evans        | Chris Evans           |                     |                                             |                                    |                  |                        |                                          |                               |                  | Steve Rogers Amerika kapitány              |
| Peter Parker Pókember                      |                    |                               | Max Favreau        |                       |                                      |                              |                    |                   |                                   |                  |                          |                  | Tom Holland                      |                      |                         | Tom Holland         |                      |                  | Tom Holland                  |                      |                    | Tom Holland           | Tom Holland         |                                             |                                    |                  | Tom Holland            |                                          |                               |                  | Peter Parker Pókember                      |
| Bruce Banner Hulk                          |                    | Edward Norton Lou Ferrigno[h] |                    |                       |                                      | Mark Ruffalo Lou Ferrigno[h] | Mark Ruffalo       |                   |                                   |                  | Mark Ruffalo             |                  |                                  |                      |                         |                     | Mark Ruffalo         |                  | Mark Ruffalo                 |                      | Mark Ruffalo       | Mark Ruffalo          |                     |                                             | Mark Ruffalo                       |                  |                        |                                          |                               |                  | Bruce Banner Hulk                          |
| Thor                                       |                    |                               |                    | Chris Hemsworth       |                                      | Chris Hemsworth              |                    | Chris Hemsworth   |                                   |                  | Chris Hemsworth          |                  |                                  | Chris Hemsworth      |                         |                     | Chris Hemsworth      |                  | Chris Hemsworth              |                      |                    | Chris Hemsworth       |                     |                                             |                                    |                  |                        |                                          | Chris Hemsworth               |                  | Thor                                       |
| Natasha Romanoff Fekete Özvegy             |                    |                               | Scarlett Johansson |                       |                                      | Scarlett Johansson           |                    |                   | Scarlett Johansson                |                  | Scarlett Johansson       |                  | Scarlett Johansson               |                      |                         |                     |                      |                  | Scarlett Johansson           |                      | Scarlett Johansson | Scarlett Johansson    |                     | Scarlett Johansson Ever Anderson (fiatalon) |                                    |                  |                        |                                          |                               |                  | Natasha Romanoff Fekete Özvegy             |
| Clint Barton Sólyomszem                    |                    |                               |                    | Jeremy Renner         |                                      | Jeremy Renner                |                    |                   |                                   |                  | Jeremy Renner            |                  | Jeremy Renner                    |                      |                         |                     |                      |                  |                              |                      |                    | Jeremy Renner         |                     | Jeremy Renner (hang)                        |                                    |                  |                        |                                          |                               |                  | Clint Barton Sólyomszem                    |
| JARVIS Vízió                               | Paul Bettany[h]    |                               | Paul Bettany[h]    |                       |                                      | Paul Bettany[h]              | Paul Bettany[h]    |                   |                                   |                  | Paul Bettany             |                  | Paul Bettany                     |                      |                         |                     |                      |                  | Paul Bettany                 |                      |                    |                       |                     |                                             |                                    |                  |                        |                                          |                               |                  | JARVIS Vízió                               |
| Bucky Barnes A Tél katonája / Fehér Farkas |                    |                               |                    |                       | Sebastian Stan                       |                              |                    |                   | Sebastian Stan                    |                  |                          | Sebastian Stan   | Sebastian Stan                   |                      |                         |                     |                      | Sebastian Stan   | Sebastian Stan               |                      |                    | Sebastian Stan        |                     |                                             |                                    |                  |                        |                                          |                               |                  | Bucky Barnes A Tél katonája / Fehér Farkas |
| Wanda Maximoff Skarlát Boszorkány          |                    |                               |                    |                       |                                      |                              |                    |                   |                                   |                  | Elizabeth Olsen          |                  | Elizabeth Olsen                  |                      |                         |                     |                      |                  | Elizabeth Olsen              |                      |                    | Elizabeth Olsen       |                     |                                             |                                    |                  |                        | Elizabeth Olsen                          |                               |                  | Wanda Maximoff Skarlát Boszorkány          |
| Doctor Stephen Strange                     |                    |                               |                    |                       |                                      |                              |                    |                   |                                   |                  |                          |                  |                                  | Benedict Cumberbatch |                         |                     | Benedict Cumberbatch |                  | Benedict Cumberbatch         |                      |                    | Benedict Cumberbatch  |                     |                                             |                                    |                  | Benedict Cumberbatch   | Benedict Cumberbatch                     |                               |                  | Doctor Stephen Strange                     |
| Samuel Wilson Sólyom                       |                    |                               |                    |                       |                                      |                              |                    |                   | Anthony Mackie                    |                  | Anthony Mackie           | Anthony Mackie   | Anthony Mackie                   |                      |                         |                     |                      |                  | Anthony Mackie               |                      |                    | Anthony Mackie        |                     |                                             |                                    |                  |                        |                                          |                               |                  | Samuel Wilson Sólyom                       |
| T'Challa Fekete Párduc                     |                    |                               |                    |                       |                                      |                              |                    |                   |                                   |                  |                          |                  | Chadwick Boseman                 |                      |                         |                     |                      | Chadwick Boseman | Chadwick Boseman             |                      |                    | Chadwick Boseman      |                     |                                             |                                    |                  |                        |                                          |                               |                  | T'Challa Fekete Párduc                     |
| Scott Lang Hangya                          |                    |                               |                    |                       |                                      |                              |                    |                   |                                   |                  |                          | Paul Rudd        | Paul Rudd                        |                      |                         |                     |                      |                  |                              | Paul Rudd            |                    | Paul Rudd             |                     |                                             |                                    |                  |                        |                                          |                               |                  | Scott Lang Hangya                          |
| Hope van Dyne Darázs                       |                    |                               |                    |                       |                                      |                              |                    |                   |                                   |                  |                          | Evangeline Lilly |                                  |                      |                         |                     |                      |                  |                              | Evangeline Lilly     |                    | Evangeline Lilly      |                     |                                             |                                    |                  |                        |                                          |                               |                  | Hope van Dyne Darázs                       |
| Carol Danvers Marvel Kapitány              |                    |                               |                    |                       |                                      |                              |                    |                   |                                   |                  |                          |                  |                                  |                      |                         |                     |                      |                  |                              |                      | Brie Larson        | Brie Larson           | Brie Larson         |                                             | Brie Larson                        |                  |                        |                                          |                               |                  | Carol Danvers Marvel Kapitány              |
| A galaxis őrzői                            |                    |                               |                    |                       |                                      |                              |                    |                   |                                   |                  |                          |                  |                                  |                      |                         |                     |                      |                  |                              |                      |                    |                       |                     |                                             |                                    |                  |                        |                                          |                               |                  |                                            |
| Peter Quill Űrlord                         |                    |                               |                    |                       |                                      |                              |                    |                   |                                   | Chris Pratt      |                          |                  |                                  |                      | Chris Pratt             |                     |                      |                  | Chris Pratt                  |                      |                    | Chris Pratt           |                     |                                             |                                    |                  |                        |                                          | Chris Pratt                   |                  | Peter Quill Űrlord                         |
| Gamora                                     |                    |                               |                    |                       |                                      |                              |                    |                   |                                   | Zoë Saldana      |                          |                  |                                  |                      | Zoë Saldana             |                     |                      |                  | Zoë Saldana                  |                      |                    | Zoë Saldana           |                     |                                             |                                    |                  |                        |                                          |                               |                  | Gamora                                     |
| Mordály                                    |                    |                               |                    |                       |                                      |                              |                    |                   |                                   | Bradley Cooper   |                          |                  |                                  |                      | Bradley Cooper          |                     |                      |                  | Bradley Cooper               |                      |                    | Bradley Cooper        |                     |                                             |                                    |                  |                        |                                          |                               |                  | Mordály                                    |
| Drax                                       |                    |                               |                    |                       |                                      |                              |                    |                   |                                   | Dave Bautista    |                          |                  |                                  |                      | Dave Bautista           |                     |                      |                  | Dave Bautista                |                      |                    | Dave Bautista         |                     |                                             |                                    |                  |                        |                                          | Dave Bautista                 |                  | Drax                                       |
| Groot                                      |                    |                               |                    |                       |                                      |                              |                    |                   |                                   | Vin Diesel       |                          |                  |                                  |                      | Vin Diesel              |                     |                      |                  | Vin Diesel                   |                      |                    | Vin Diesel            |                     |                                             |                                    |                  |                        |                                          | Vin Diesel                    |                  | Groot                                      |
| Nebula                                     |                    |                               |                    |                       |                                      |                              |                    |                   |                                   | Karen Gillan     |                          |                  |                                  |                      | Karen Gillan            |                     |                      |                  | Karen Gillan                 |                      |                    | Karen Gillan          |                     |                                             |                                    |                  |                        |                                          | Karen Gillan                  |                  | Nebula                                     |
| Mantis                                     |                    |                               |                    |                       |                                      |                              |                    |                   |                                   |                  |                          |                  |                                  |                      | Pom Klementieff         |                     |                      |                  | Pom Klementieff              |                      |                    | Pom Klementieff       |                     |                                             |                                    |                  |                        |                                          | Pom Klementieff               |                  | Mantis                                     |
| S.H.I.E.L.D.                               |                    |                               |                    |                       |                                      |                              |                    |                   |                                   |                  |                          |                  |                                  |                      |                         |                     |                      |                  |                              |                      |                    |                       |                     |                                             |                                    |                  |                        |                                          |                               |                  |                                            |
| Nick Fury                                  | Samuel L. Jackson  |                               | Samuel L. Jackson  | Samuel L. Jackson     | Samuel L. Jackson                    | Samuel L. Jackson            |                    |                   | Samuel L. Jackson                 |                  | Samuel L. Jackson        |                  |                                  |                      |                         |                     |                      |                  | Samuel L. Jackson            |                      | Samuel L. Jackson  | Samuel L. Jackson     | Samuel L. Jackson   |                                             |                                    |                  |                        |                                          |                               |                  | Nick Fury                                  |
| Phil Coulson                               | Clark Gregg        |                               | Clark Gregg        | Clark Gregg           |                                      | Clark Gregg                  |                    |                   |                                   |                  |                          |                  |                                  |                      |                         |                     |                      |                  |                              |                      | Clark Gregg        |                       |                     |                                             |                                    |                  |                        |                                          |                               |                  | Phil Coulson                               |
| Maria Hill                                 |                    |                               |                    |                       |                                      | Cobie Smulders               |                    |                   | Cobie Smulders                    |                  | Cobie Smulders           |                  |                                  |                      |                         |                     |                      |                  | Cobie Smulders               |                      | Cobie Smulders     | Cobie Smulders        | Cobie Smulders      |                                             |                                    |                  |                        |                                          |                               |                  | Maria Hill                                 |
| Gonosztevők                                |                    |                               |                    |                       |                                      |                              |                    |                   |                                   |                  |                          |                  |                                  |                      |                         |                     |                      |                  |                              |                      |                    |                       |                     |                                             |                                    |                  |                        |                                          |                               |                  |                                            |
| Thanos                                     |                    |                               |                    |                       |                                      | Damion Poitier               |                    |                   |                                   | Josh Brolin      | Josh Brolin              |                  |                                  |                      |                         |                     |                      |                  | Josh Brolin                  |                      |                    | Josh Brolin           |                     |                                             |                                    |                  |                        |                                          |                               |                  | Thanos                                     |
| Loki                                       |                    |                               |                    | Tom Hiddleston        |                                      | Tom Hiddleston               |                    | Tom Hiddleston    |                                   |                  |                          |                  |                                  |                      |                         |                     | Tom Hiddleston       |                  | Tom Hiddleston               |                      |                    | Tom Hiddleston        |                     |                                             |                                    |                  |                        |                                          |                               |                  | Loki                                       |
| Johann Schmidt Vörös Koponya               |                    |                               |                    |                       | Hugo Weaving                         |                              |                    |                   | Hugo Weaving (képek/felvételek)   |                  |                          |                  |                                  |                      |                         |                     |                      |                  | Ross Marquand                |                      |                    | Ross Marquand         |                     |                                             |                                    |                  |                        |                                          |                               |                  | Johann Schmidt Vörös Koponya               |
| Egyéb szereplők                            |                    |                               |                    |                       |                                      |                              |                    |                   |                                   |                  |                          |                  |                                  |                      |                         |                     |                      |                  |                              |                      |                    |                       |                     |                                             |                                    |                  |                        |                                          |                               |                  |                                            |
| Pepper Potts                               | Gwyneth Paltrow    |                               | Gwyneth Paltrow    |                       |                                      | Gwyneth Paltrow              | Gwyneth Paltrow    |                   |                                   |                  |                          |                  |                                  |                      |                         | Gwyneth Paltrow     |                      |                  | Gwyneth Paltrow              |                      |                    | Gwyneth Paltrow       |                     |                                             |                                    |                  |                        |                                          |                               |                  | Pepper Potts                               |
| Happy Hogan                                | Jon Favreau        |                               | Jon Favreau        |                       |                                      | Jon Favreau                  | Jon Favreau        |                   |                                   |                  |                          |                  |                                  |                      |                         | Jon Favreau         |                      |                  |                              |                      |                    | Jon Favreau           | Jon Favreau         |                                             |                                    |                  | Jon Favreau            |                                          |                               |                  | Happy Hogan                                |
| Erik Selvig                                |                    |                               |                    | Stellan Skarsgård     |                                      | Stellan Skarsgård            |                    | Stellan Skarsgård |                                   |                  |                          |                  |                                  |                      |                         |                     |                      |                  |                              |                      |                    |                       |                     |                                             |                                    |                  |                        |                                          |                               |                  | Erik Selvig                                |
| Jasper Sitwell                             |                    |                               |                    | Maximiliano Hernández |                                      | Maximiliano Hernández        |                    |                   | Maximiliano Hernández             |                  |                          |                  |                                  |                      |                         |                     |                      |                  |                              |                      |                    | Maximiliano Hernández |                     |                                             |                                    |                  |                        |                                          |                               |                  | Jasper Sitwell                             |
| Howard Stark                               | Gerard Sanders     |                               | John Slattery      |                       | Dominic Cooper                       |                              |                    |                   | Dominic Cooper (képek/felvételek) |                  |                          | John Slattery    | John Slattery                    |                      |                         |                     |                      |                  |                              |                      |                    | John Slattery         |                     |                                             |                                    |                  |                        |                                          |                               |                  | Howard Stark                               |
| Peggy Carter                               |                    |                               |                    |                       | Hayley Atwell                        |                              |                    |                   | Hayley Atwell                     |                  | Hayley Atwell            | Hayley Atwell    | Hayley Atwell (képek/felvételek) |                      |                         |                     |                      |                  |                              |                      |                    | Hayley Atwell         |                     |                                             |                                    |                  |                        |                                          |                               |                  | Peggy Carter                               |
| Hank Pym                                   |                    |                               |                    |                       |                                      |                              |                    |                   |                                   |                  |                          | Michael Douglas  |                                  |                      |                         |                     |                      |                  |                              | Michael Douglas      |                    | Michael Douglas       |                     |                                             |                                    |                  |                        |                                          |                               |                  | Hank Pym                                   |
| Ned Leeds                                  |                    |                               |                    |                       |                                      |                              |                    |                   |                                   |                  |                          |                  |                                  |                      |                         | Jacob Batalon       |                      |                  | Jacob Batalon                |                      |                    | Jacob Batalon         | Jacob Batalon       |                                             |                                    |                  | Jacob Batalon          |                                          |                               |                  | Ned Leeds                                  |
| May Parker                                 |                    |                               |                    |                       |                                      |                              |                    |                   |                                   |                  |                          |                  | Marisa Tomei                     |                      |                         | Marisa Tomei        |                      |                  |                              |                      |                    | Marisa Tomei          | Marisa Tomei        |                                             |                                    |                  | Marisa Tomei           |                                          |                               |                  | May Parker                                 |
| Michelle "MJ" Jones                        |                    |                               |                    |                       |                                      |                              |                    |                   |                                   |                  |                          |                  |                                  |                      |                         | Zendaya             |                      |                  |                              |                      |                    |                       | Zendaya             |                                             |                                    |                  | Zendaya                |                                          |                               |                  | Michelle "MJ" Jones                        |
| Janet van Dyne                             |                    |                               |                    |                       |                                      |                              |                    |                   |                                   |                  |                          | Hayley Lovitt    |                                  |                      |                         |                     |                      |                  |                              | Michelle Pfeiffer    |                    | Michelle Pfeiffer     |                     |                                             |                                    |                  |                        |                                          |                               |                  | Janet van Dyne                             |
| Shuri                                      |                    |                               |                    |                       |                                      |                              |                    |                   |                                   |                  |                          |                  |                                  |                      |                         |                     |                      | Letitia Wright   | Letitia Wright               |                      |                    | Letitia Wright        |                     |                                             |                                    |                  |                        |                                          |                               | Letitia Wright   | Shuri                                      |
| Okoye                                      |                    |                               |                    |                       |                                      |                              |                    |                   |                                   |                  |                          |                  |                                  |                      |                         |                     |                      | Danai Gurira     | Danai Gurira                 |                      |                    | Danai Gurira          |                     |                                             |                                    |                  |                        |                                          |                               | Danai Gurira     | Okoye                                      |
| Wong                                       |                    |                               |                    |                       |                                      |                              |                    |                   |                                   |                  |                          |                  |                                  | Benedict Wong        |                         |                     |                      |                  | Benedict Wong                |                      |                    | Benedict Wong         |                     |                                             | Benedict Wong                      |                  | Benedict Wong          | Benedict Wong                            |                               |                  | Wong                                       |
| Taneleer Tivan A Gyűjtő                    |                    |                               |                    |                       |                                      |                              |                    | Benicio del Toro  |                                   | Benicio del Toro |                          |                  |                                  |                      |                         |                     |                      |                  | Benicio del Toro             |                      |                    |                       |                     |                                             |                                    |                  |                        |                                          |                               |                  | Taneleer Tivan A Gyűjtő                    |
| Szereplő                                   | A Vasember         | A hihetetlen Hulk             | Vasember 2.        | Thor                  | Amerika kapitány: Az első bosszúálló | Bosszúállók                  | Vasember 3.        | Thor: Sötét világ | Amerika kapitány: A tél katonája  | A galaxis őrzői  | Bosszúállók: Ultron kora | A Hangya         | Amerika kapitány: Polgárháború   | Doctor Strange       | A galaxis őrzői vol. 2. | Pókember: Hazatérés | Thor: Ragnarök       | Fekete Párduc    | Bosszúállók: Végtelen háború | A Hangya és a Darázs | Marvel Kapitány    | Bosszúállók: Végjáték | Pókember: Idegenben | Fekete Özvegy                               | Shang-Chi és a tíz gyűrű legendája | Örökkévalók      | Pókember: Nincs hazaút | Doctor Strange az őrület multiverzumában | Thor: Szerelem és mennydörgés | Fekete Párduc 2. | Szereplő                                   |

Jelmagyarázat
- Ez a lista csak azokat a szereplőket sorolja fel, akik több mint egy Marvel-moziuniverzum-filmben szerepeltek.
- A szürke mező azt jelzi, hogy a szereplő nem jelent meg a filmben, vagy még nem erősítették meg, hogy szerepelni fog.
- ↑ h hang a színész a hangját adta a szereplőnek

## Egyéb média

### Rövidfilmek
A Marvel 2011 augusztusában jelentette be, hogy Marvel kisfilmek (angolul Marvel One-Shots) címen a filmek blu-ray kiadásaira készülő rövidfilmsorozatba kezd. Az első rövidfilm, A tanácsadó (The Consultant) a Thor lemezén jelent meg, Amerikában 2011. szeptember 13-án, Magyarországon pedig szeptember 27-én. A második, az Útban Thor pörölyéért (A Funny Thing Happened on the Way to Thor's Hammer) az Amerika Kapitány: Az első bosszúálló blu-rayén szerepelt, a tengerentúlon 2011. október 25-én, Magyarországon december 7-én. Mindkét film főszereplője Phil Coulson S.H.I.E.L.D.-ügynök (Clark Gregg), az ő mindennapjaiba enged betekintést. A harmadikat, A 47-es (Item 47) címűt, a Bosszúállókkal egy lemezen adták ki, hazájában 2012. szeptember 25-én, míg Magyarországon egy hónappal korábban, augusztus 28-án. Mindhárom rövidfilm magyar megjelenésekor feliratot kapott.
A negyedik, a Carter ügynök (Agent Carter) című a Vasember 3. blu-ray kiadásán jelent meg Amerikában 2013. szeptember 3-án. Az ötödik az All Hail The King című a Thor: Sötét világ blu-ray kiadásán jelent meg Amerikában 2014. február 4-én.

### Sorozatok
A Marvel-moziverzumhoz tartozó televíziós sorozatokat a Marvel Television gyártja. Három sorozatot az ABC mutatott be. Hat sorozat készült a Netflix streamszolgáltató számára. Továbbá kettőt a Hulu és egyet a Freeform mutatott be. 2019-ben Kevin Feige bejelentette, hogy a Disney+ streamszolgáltató számára újabb sorozatok készülnek. Eddig 17 sorozat, két különkiadást és egy rövidfilmet jelentettek be. Továbbá azt is mondta, hogy ezek a sorozatok már kapcsolódni fognak a filmekhez, ráadásul a San Diego Comic-Conon történt bejelentés során kiderült, hogy ezek is részét képezik a negyedik fázisnak.

#### ABC
| Magyar cím Eredeti cím                         | Évad | Évad | Epizódok | Eredeti sugárzás     | Eredeti sugárzás    | Magyar sugárzás              | Magyar sugárzás              | Magyar adó | Alkotók                                         |
| Magyar cím Eredeti cím                         | Évad | Évad | Epizódok | Évadpremier          | Évadfinálé          | Évadpremier                  | Évadfinálé                   | Magyar adó | Alkotók                                         |
| ---------------------------------------------- | ---- | ---- | -------- | -------------------- | ------------------- | ---------------------------- | ---------------------------- | ---------- | ----------------------------------------------- |
| A S.H.I.E.L.D. ügynökei Agents of S.H.I.E.L.D. |      | 1    | 22       | 2013. szeptember 24. | 2014. május 18.     | 2014. augusztus 28.          | 2014. november 13.           | Viasat 3   | Jed Whedon, Maurissa Tancharoen és Jeffrey Bell |
| A S.H.I.E.L.D. ügynökei Agents of S.H.I.E.L.D. |      | 2    | 22       | 2014. szeptember 23. | 2015. május 12.     | 2015. szeptember 3.          | 2015. december 17.           | Viasat 3   | Jed Whedon, Maurissa Tancharoen és Jeffrey Bell |
| A S.H.I.E.L.D. ügynökei Agents of S.H.I.E.L.D. |      | 3    | 22       | 2015. szeptember 29. | 2016. május 17.     | 2016. augusztus 22.          | 2016. november 1.            | Viasat 3   | Jed Whedon, Maurissa Tancharoen és Jeffrey Bell |
| A S.H.I.E.L.D. ügynökei Agents of S.H.I.E.L.D. |      | 4    | 22       | 2016. szeptember 20. | 2017. május 16.     | 2022. június 14. (feliratos) | 2022. június 14. (feliratos) | Disney+    | Jed Whedon, Maurissa Tancharoen és Jeffrey Bell |
| A S.H.I.E.L.D. ügynökei Agents of S.H.I.E.L.D. |      | 5    | 22       | 2017. december 1.    | 2018. április 18.   | 2022. június 14. (feliratos) | 2022. június 14. (feliratos) | Disney+    | Jed Whedon, Maurissa Tancharoen és Jeffrey Bell |
| A S.H.I.E.L.D. ügynökei Agents of S.H.I.E.L.D. |      | 6    | 13       | 2019. május 10.      | 2019. augusztus 2.  | 2022. június 14. (feliratos) | 2022. június 14. (feliratos) | Disney+    | Jed Whedon, Maurissa Tancharoen és Jeffrey Bell |
| A S.H.I.E.L.D. ügynökei Agents of S.H.I.E.L.D. |      | 7    | 13       | 2020. május 27.      | 2020. augusztus 12. | 2022. június 14. (feliratos) | 2022. június 14. (feliratos) | Disney+    | Jed Whedon, Maurissa Tancharoen és Jeffrey Bell |
|                                                |      |      |          |                      |                     |                              |                              |            |                                                 |
| Carter ügynök Agent Carter                     |      | 1    | 8        | 2015. január 6.      | 2015. február 24.   | 2016. augusztus 24.          | 2016. október 12.            | Fox        | Tara Butters, Michele Fazekas és Chris Dingess  |
| Carter ügynök Agent Carter                     |      | 2    | 10       | 2016. január 19.     | 2016. március 1.    | 2016. október 19.            | 2016. december 21.           | Fox        | Tara Butters, Michele Fazekas és Chris Dingess  |
|                                                |      |      |          |                      |                     |                              |                              |            |                                                 |
| Embertelenek Inhumans                          |      | 1    | 8        | 2017. szeptember 29. | 2017. november 10.  | 2017. október 10.            | 2017. november 28.           | Viasat 3   | Scott Buck                                      |

#### Netflix
| Magyar cím Eredeti cím     | Évad | Évad | Epizódok | Eredeti sugárzás     | Eredeti sugárzás     | Magyar sugárzás     | Magyar sugárzás     | Alkotók                             |
| Magyar cím Eredeti cím     | Évad | Évad | Epizódok | Évadpremier          | Évadfinálé           | Évadpremier         | Évadfinálé          | Alkotók                             |
| -------------------------- | ---- | ---- | -------- | -------------------- | -------------------- | ------------------- | ------------------- | ----------------------------------- |
| Daredevil                  |      | 1    | 13       | 2015. április 10.    | 2015. április 10.    | 2019. augusztus 31. | 2019. augusztus 31. | Steven S. DeKnight                  |
| Daredevil                  |      | 2    | 13       | 2016. március 18.    | 2016. március 18.    | 2019. augusztus 31. | 2019. augusztus 31. | Doug Petrie és Marco Ramirez        |
| Daredevil                  |      | 3    | 13       | 2018. október 19.    | 2018. október 19.    | 2019. augusztus 31. | 2019. augusztus 31. | Erik Oleson                         |
|                            |      |      |          |                      |                      |                     |                     |                                     |
| Jessica Jones              |      | 1    | 13       | 2015. november 20.   | 2015. november 20.   | 2016. január 6.     | 2016. január 6.     | Melissa Rosenberg                   |
| Jessica Jones              |      | 2    | 13       | 2018. március 8.     | 2018. március 8.     | 2018. március 8.    | 2018. március 8.    | Melissa Rosenberg                   |
| Jessica Jones              |      | 3    | 13       | 2019. június 14.     | 2019. június 14.     | 2019. június 14.    | 2019. június 14.    | Melissa Rosenberg és Scott Reynolds |
|                            |      |      |          |                      |                      |                     |                     |                                     |
| Luke Cage                  |      | 1    | 13       | 2016. szeptember 30. | 2016. szeptember 30. | N/A                 | N/A                 | Cheo Hodari Coker                   |
| Luke Cage                  |      | 2    | 13       | 2018. június 22.     | 2018. június 22.     | N/A                 | N/A                 | Cheo Hodari Coker                   |
|                            |      |      |          |                      |                      |                     |                     |                                     |
| Vasököl Iron Fist          |      | 1    | 13       | 2017. március 17.    | 2017. március 17.    | N/A                 | N/A                 | Scott Buck                          |
| Vasököl Iron Fist          |      | 2    | 10       | 2018. szeptember 7.  | 2018. szeptember 7.  | N/A                 | N/A                 | M. Raven Metzner                    |
|                            |      |      |          |                      |                      |                     |                     |                                     |
| A Védelmezők The Defenders |      | 1    | 8        | 2017. augusztus 18.  | 2017. augusztus 18.  | N/A                 | N/A                 | Marco Ramirez                       |
|                            |      |      |          |                      |                      |                     |                     |                                     |
| A Megtorló The Punisher    |      | 1    | 13       | 2017. november 17.   | 2017. november 17.   | N/A                 | N/A                 | Steve Lightfoot                     |
| A Megtorló The Punisher    |      | 2    | 13       | 2019. január 18.     | 2019. január 18.     | N/A                 | N/A                 | Steve Lightfoot                     |

#### Hulu
| Magyar cím Eredeti cím | Évad | Évad | Epizódok | Eredeti sugárzás   | Eredeti sugárzás   | Magyar sugárzás      | Magyar sugárzás    | Magyar adó | Alkotók                           |
| Magyar cím Eredeti cím | Évad | Évad | Epizódok | Évadpremier        | Évadfinálé         | Évadpremier          | Évadfinálé         | Magyar adó | Alkotók                           |
| ---------------------- | ---- | ---- | -------- | ------------------ | ------------------ | -------------------- | ------------------ | ---------- | --------------------------------- |
| Runaways               |      | 1    | 10       | 2017. november 21. | 2018. január 9.    | 2018. január 16.     | 2018. március 20.  | Viasat 3   | Josh Schwartz és Stephanie Savage |
| Runaways               |      | 2    | 13       | 2018. december 21. | 2018. december 21. | 2019. április 4.     | 2019. június 27.   | Viasat 6   | Josh Schwartz és Stephanie Savage |
| Runaways               |      | 3    | 10       | 2019. december 13. | 2019. december 13. | 2020. szeptember 10. | 2020. november 12. | Viasat 6   | Josh Schwartz és Stephanie Savage |
|                        |      |      |          |                    |                    |                      |                    |            |                                   |
| Helstrom               |      | 1    | 10       | 2020. október 16.  | 2020. október 16.  | N/A                  | N/A                | N/A        | Paul Zbyszewski                   |

#### Freeform
| Magyar cím Eredeti cím | Évad | Évad | Epizódok | Eredeti sugárzás | Eredeti sugárzás   | Magyar sugárzás | Magyar sugárzás | Magyar adó | Alkotók     |
| Magyar cím Eredeti cím | Évad | Évad | Epizódok | Évadpremier      | Évadfinálé         | Évadpremier     | Évadfinálé      | Magyar adó | Alkotók     |
| ---------------------- | ---- | ---- | -------- | ---------------- | ------------------ | --------------- | --------------- | ---------- | ----------- |
| Cloak & Dagger         |      | 1    | 10       | 2018. június 7.  | 2018. augusztus 2. | N/A             | N/A             | N/A        | Joe Pokaski |
| Cloak & Dagger         |      | 2    | 10       | 2019. április 4. | 2019. május 30.    | N/A             | N/A             | N/A        | Joe Pokaski |

#### Disney+
| Magyar cím Eredeti cím                                                           | Évad           | Évad           | Epizódok       | Eredeti sugárzás     | Eredeti sugárzás    | Magyar sugárzás                 | Magyar sugárzás                 | Írók                                  | Rendezők                                                                        |
| Magyar cím Eredeti cím                                                           | Évad           | Évad           | Epizódok       | Évadpremier          | Évadfinálé          | Évadpremier                     | Évadfinálé                      | Írók                                  | Rendezők                                                                        |
| Negyedik fázis                                                                   | Negyedik fázis | Negyedik fázis | Negyedik fázis | Negyedik fázis       | Negyedik fázis      | Negyedik fázis                  | Negyedik fázis                  | Negyedik fázis                        | Negyedik fázis                                                                  |
| -------------------------------------------------------------------------------- | -------------- | -------------- | -------------- | -------------------- | ------------------- | ------------------------------- | ------------------------------- | ------------------------------------- | ------------------------------------------------------------------------------- |
| WandaVízió WandaVision                                                           |                | 1              | 9              | 2021. január 15.     | 2021. március 5.    | 2022. június 14.                | 2022. június 14.                | Jac Schaeffer                         | Matt Shakman                                                                    |
|                                                                                  |                |                |                |                      |                     |                                 |                                 |                                       |                                                                                 |
| A Sólyom és a Tél Katonája The Falcon and the Winter Soldier                     |                | 1              | 6              | 2021. március 19.    | 2021. április 23.   | 2022. június 14.                | 2022. június 14.                | Malcolm Spellman                      | Kari Skogland                                                                   |
|                                                                                  |                |                |                |                      |                     |                                 |                                 |                                       |                                                                                 |
| Loki                                                                             |                | 1              | 6              | 2021. június 9.      | 2021. július 14.    | 2022. június 14.                | 2022. június 14.                | Michael Waldron                       | Kate Herron                                                                     |
|                                                                                  |                |                |                |                      |                     |                                 |                                 |                                       |                                                                                 |
| Mi lenne, ha…? What If…?                                                         |                | 1              | 9              | 2021. augusztus 11.  | 2021. október 6.    | 2022. június 14.                | 2022. június 14.                | AC Bradley                            | Bryan Andrews                                                                   |
|                                                                                  |                |                |                |                      |                     |                                 |                                 |                                       |                                                                                 |
| Sólyomszem Hawkeye                                                               |                | 1              | 6              | 2021. november 24.   | 2021. december 22.  | 2022. június 14.                | 2022. június 14.                | Jonathan Igla                         | Rhys Thomas, Bert és Bertie                                                     |
|                                                                                  |                |                |                |                      |                     |                                 |                                 |                                       |                                                                                 |
| Holdlovag Moon Knight                                                            |                | 1              | 6              | 2022. március 30.    | 2022. május 4.      | 2022. június 14.                | 2022. június 14.                | Jeremy Slater                         | Mohamed Diab, Justin Benson és Aaron Moorhead                                   |
|                                                                                  |                |                |                |                      |                     |                                 |                                 |                                       |                                                                                 |
| Ms. Marvel                                                                       |                | 1              | 6              | 2022. június 8.      | 2022. július 13.    | 2022. június 14.                | 2022. július 13.                | Bisha K. Ali                          | Adil El Arbi, Bilall Fallah, Sharmeen Obaid-Chinoy és Meera Menon               |
|                                                                                  |                |                |                |                      |                     |                                 |                                 |                                       |                                                                                 |
| Én vagyok Groot I Am Groot                                                       |                | 1              | 5              | 2022. augusztus 10.  | 2022. augusztus 10. | 2022. augusztus 10.             | 2022. augusztus 10.             | Kirsten Lepore                        | Kirsten Lepore                                                                  |
|                                                                                  |                |                |                |                      |                     |                                 |                                 |                                       |                                                                                 |
| Amazon: Ügyvéd She-Hulk: Attorney at Law                                         |                | 1              | 9              | 2022. augusztus 17.  | 2022. október 13.   | 2022. augusztus 17.             | 2022. október 13.               | Jessica Gao                           | Kat Coiro és Anu Valia                                                          |
|                                                                                  |                |                |                |                      |                     |                                 |                                 |                                       |                                                                                 |
| Éjjeli Vérfarkas Werewolf by Night                                               |                | különkiadás    | különkiadás    | 2022. október 7.     | 2022. október 7.    | 2022. október 7.                | 2022. október 7.                | Heather Quinn és Peter Cameron        | Michael Giacchino                                                               |
|                                                                                  |                |                |                |                      |                     |                                 |                                 |                                       |                                                                                 |
| A galaxis őrzői – Ünnepi különkiadás The Guardians of the Galaxy Holiday Special |                | különkiadás    | különkiadás    | 2022. november 25.   | 2022. november 25.  | 2022. november 25.              | 2022. november 25.              | James Gunn                            | James Gunn                                                                      |
| Ötödik fázis                                                                     |                |                |                |                      |                     |                                 |                                 |                                       |                                                                                 |
| Titkos invázió Secret Invasion                                                   |                | 1              | 6              | 2023. június 21.     | 2023. július 26     | 2023. június 21.                | 2023. július 26.                | Kyle Bradstreet                       | Thomas Bezucha és Ali Selim                                                     |
|                                                                                  |                |                |                |                      |                     |                                 |                                 |                                       |                                                                                 |
| Én vagyok Groot I Am Groot                                                       |                | 2              | 5              | 2023. szeptember 6.  | 2023. szeptember 6. | 2023. szeptember 6. (feliratos) | 2023. szeptember 6. (feliratos) | Kirsten Lenore                        | Kirsten Lenore                                                                  |
|                                                                                  |                |                |                |                      |                     |                                 |                                 |                                       |                                                                                 |
| Loki                                                                             |                | 2              | 6              | 2023. október 5.     | 2023. november 9.   | 2023. október 6.                | 2023. november 10.              | Eric Martin                           | Justin Benson és Aaron Moorhead                                                 |
|                                                                                  |                |                |                |                      |                     |                                 |                                 |                                       |                                                                                 |
| Mi lenne, ha…? What If…?                                                         |                | 2              | 9              | 2023. december 22.   | 2023. december 30.  | 2023. december 22.              | 2023. december 30.              | AC Bradley                            | Bryan Andrews                                                                   |
|                                                                                  |                |                |                |                      |                     |                                 |                                 |                                       |                                                                                 |
| Echo                                                                             |                | 1              | 5              | 2024. január 9.      | 2024. január 9.     | 2024. január 10.                | 2024. január 10.                | Marion Dayre                          | Sydney Freeland és Catriona McKenzie                                            |
|                                                                                  |                |                |                |                      |                     |                                 |                                 |                                       |                                                                                 |
| Mindvégig Agatha Agatha All Along                                                |                | 1              | 9              | 2024. szeptember 18. | 2024. október 30.   | 2024. szeptember 19.            | 2024. október 31.               | Jac Schaeffer                         | Jac Schaeffer, Gandja Monteiro és Rachel Goldberg                               |
|                                                                                  |                |                |                |                      |                     |                                 |                                 |                                       |                                                                                 |
| Mi lenne, ha…? What If...?                                                       |                | 3              | 8              | 2024. december 22.   | 2024. december 29.  | 2024. december 22.              | 2024. december 29.              | Matthew Chauncey                      | Bryan Andrews                                                                   |
|                                                                                  |                |                |                |                      |                     |                                 |                                 |                                       |                                                                                 |
| A barátságos és közkedvelt Pókember Your Friendly Neighborhood Spider-Man        |                | 1              | 10             | 2025. január 29.     | 2025. február 19.   | 2025. január 29.                | 2025. február 19.               | Jeff Trammell                         | Mel Zwyer és Stuart Livingston                                                  |
|                                                                                  |                |                |                |                      |                     |                                 |                                 |                                       |                                                                                 |
| Daredevil: Újjászületés Daredevil: Born Again                                    |                | 1              | 9              | 2025. március 4.     | 2025. április 15.   | 2025. március 5.                | 2025. április 16.               | Dario Scardapane                      | Justin Benson, Aaron Moorhead, Michael Cuesta, Jeffrey Nachmanoff és David Boyd |
|                                                                                  |                |                |                |                      |                     |                                 |                                 |                                       |                                                                                 |
| Vasszív Ironheart                                                                |                | 1              | 6              | 2025. június 24.     | 2025. július 1.     | 2025. június 25.                | 2025. július 2.                 | Chinaka Hodge                         | Sam Bailey és Angela Barnes                                                     |
| Hatodik fázis                                                                    |                |                |                |                      |                     |                                 |                                 |                                       |                                                                                 |
| Wakanda szemei Eyes of Wakanda                                                   |                | 1              | 4              | 2025. augusztus 27.  | 2025. augusztus 27. | 2025. augusztus 27.             | 2025. augusztus 27.             | Todd Harris                           | N/A                                                                             |
|                                                                                  |                |                |                |                      |                     |                                 |                                 |                                       |                                                                                 |
| Marvel Zombies                                                                   |                | 1              | 4              | 2025. szeptember 24. | 2025.               | N/A                             | N/A                             | Zeb Wells                             | N/A                                                                             |
|                                                                                  |                |                |                |                      |                     |                                 |                                 |                                       |                                                                                 |
| Wonder Man                                                                       |                | 1              | 8              | 2025. december       | N/A                 | N/A                             | N/A                             | Destin Daniel Cretton és Andrew Guest | Andrew Guest                                                                    |
|                                                                                  |                |                |                |                      |                     |                                 |                                 |                                       |                                                                                 |
| Vision                                                                           |                | 1              | N/A            | 2026.                | 2026.               | N/A                             | N/A                             | Terry Matalas                         | Terry Matalas                                                                   |
|                                                                                  |                |                |                |                      |                     |                                 |                                 |                                       |                                                                                 |
| Daredevil: Újjászületés Daredevil: Born Again                                    |                | 2              | 8              | 2026.                | N/A                 | N/A                             | N/A                             | N/A                                   | N/A                                                                             |
|                                                                                  |                |                |                |                      |                     |                                 |                                 |                                       |                                                                                 |
| A barátságos és közkedvelt Pókember Your Friendly Neighborhood Spider-Man        |                | 2              | N/A            | 2026.                | N/A                 | N/A                             | N/A                             | N/A                                   | N/A                                                                             |
|                                                                                  |                |                |                |                      |                     |                                 |                                 |                                       |                                                                                 |
| The Punisher                                                                     |                | különkiadás    | különkiadás    | 2026.                | 2026.               | 2026.                           | 2026.                           | Reinaldo Marcus Green                 | Reinaldo Marcus Green és Jon Bernthal                                           |
| Egyelőre ismeretlen fázis                                                        |                |                |                |                      |                     |                                 |                                 |                                       |                                                                                 |
| A barátságos és közkedvelt Pókember Your Friendly Neighborhood Spider-Man        |                | 3              | N/A            | N/A                  | N/A                 | N/A                             | N/A                             | N/A                                   | N/A                                                                             |
|                                                                                  |                |                |                |                      |                     |                                 |                                 |                                       |                                                                                 |

## Idővonal
| 1945      | Amerika Kapitány: Az első bosszúálló       |
| 1946      | Carter ügynök                              |
| 1947–1963 |                                            |
| 1964      | A Fantasztikus 4-es: Első lépések          |
| 1965–1994 |                                            |
| 1995      | Marvel Kapitány                            |
| 1996–2009 |                                            |
| 2010      | A Vasember                                 |
| 2011      | Vasember 2.                                |
| 2011      | A hihetetlen Hulk                          |
| 2011      | Útban Thor pörölyéért                      |
| 2011      | Thor                                       |
| 2011      | A tanácsadó                                |
| 2012      | Bosszúállók                                |
| 2012      | A 47-es                                    |
| 2013      | Thor: Sötét világ                          |
| 2013      | Vasember 3.                                |
| 2014      | Köszöntsétek a királyt!                    |
| 2014      | Amerika Kapitány: A Tél Katonája           |
| 2014      | A galaxis őrzői                            |
| 2014      | A galaxis őrzői vol. 2.                    |
| 2014      | Én vagyok Groot                            |
| 2015      | Daredevil 1. évad                          |
| 2015      | Jessica Jones 1. évad                      |
| 2015      | Bosszúállók: Ultron kora                   |
| 2015      | A Hangya                                   |
| 2015      | Daredevil 2. évad                          |
| 2015      | Luke Cage 1. évad                          |
| 2016      | Vasököl 1. évad                            |
| 2016      | A Védelmezők                               |
| 2016      | Amerika Kapitány: Polgárháború             |
| 2016      | Fekete Özvegy                              |
| 2016      | Fekete Párduc                              |
| 2016      | Pókember: Hazatérés                        |
| 2016      | A Megtorló 1. évad                         |
| 2016      | Doctor Strange                             |
| 2017      | Jessica Jones 2. évad                      |
| 2017      | Luke Cage 2. évad                          |
| 2017      | Vasököl 2. évad                            |
| 2017      | Daredevil 3. évad                          |
| 2017      | Thor: Ragnarök                             |
| 2018      | A Megtorló 2. évad                         |
| 2018      | Jessica Jones 3. évad                      |
| 2018      | A Hangya és a Darázs                       |
| 2018      | Bosszúállók: Végtelen háború               |
| 2019–2022 |                                            |
| 2023      | Bosszúállók: Végjáték                      |
| 2023      | WandaVízió                                 |
| 2024      | Shang-Chi és a tíz gyűrű legendája         |
| 2024      | A Sólyom és a Tél Katonája                 |
| 2024      | Pókember: Idegenben                        |
| 2024      | Örökkévalók                                |
| 2024      | Pókember: Nincs hazaút                     |
| 2024      | Doctor Strange az őrület multiverzumában   |
| 2024      | Sólyomszem                                 |
| 2025      | Holdlovag                                  |
| 2025      | Fekete Párduc 2.                           |
| 2025      | Vasszív                                    |
| 2025      | Echo                                       |
| 2025      | Amazon: Ügyvéd                             |
| 2025      | Ms. Marvel                                 |
| 2025      | Thor: Szerelem és mennydörgés              |
| 2025      | A galaxis őrzői - Ünnepi különkiadás       |
| 2026      | A Hangya és a Darázs: Kvantumánia          |
| 2026      | A galaxis őrzői: 3. rész                   |
| 2026      | Titkos invázió                             |
| 2026      | Marvelek                                   |
| 2026      | Mindvégig Agatha                           |
| 2026      | Daredevil: Újjászületés, 1. évad 1. rész   |
| 2027      | Daredevil: Újjászületés, 1. évad 2-9. rész |
| 2027      | Amerika Kapitány: Szép új világ            |
| 2027      | Mennydörgők*                               |

A Vasember 2. hat hónappal A Vasember eseményei után játszódik. A Marvel kisfilmjei az első fázis filmjei körül játszódik, köztük A tanácsadó (a Vasember 2. és A hihetetlen Hulk eseményei után játszódik), az Útban Thor pörölyéért (a Thor eseményei előtt játszódik), A 47-es (A Bosszúállók után játszódik) és a Carter ügynök (egy évvel az Amerika Kapitány: Az első bosszúálló eseményei után játszódik).
A második fázis filmjei nagyjából valós időben játszódnak. A Bosszúállók után a Vasember 3. körülbelül hat hónappal később, karácsonykor játszódik; A Thor: Sötét világ egy évvel később játszódik; Az Amerika Kapitány: A tél katonája két évvel később. A Bosszúállók: Ultron kora és A Hangya 2015-ben játszódik. A Köszöntsétek a királyt! a Vasember 3. után játszódik.
A harmadik fázis is valós időben játszódik. Az Amerika Kapitány: Polgárháború egy évvel az Ultron kora után játszódik; A Bosszúállók: Végtelen háború, pedig két évvel később játszódik. A Fekete Párduc és a Pókember: Hazatérés egy héttel és néhány hónappal a Polgárháború után; Thor: Ragnarök négy évvel a Sötét világ és két évvel az Ultron kora után, nagyjából egy időben a Polgárháborúval és a Hazatéréssel; A Doctor Strange pedig 2016-ban játszódik. A Hangya és a Darázs szintén két évvel a Polgárháború után és röviddel a Végtelen háború előtt játszódik; A galaxis őrzői és annak folytatása 2014-ben játszódik. Marvel Kapitány 1995-ben játszódik. A Bosszúállók: Végjáték röviddel a Végtelen háború után kezdődik és 2023-ban ér véget egy ötéves időugrás után. A Pókember: Idegenben nyolc hónappal a Végjáték után játszódik.
A negyedik fázisban már a Disney+-os sorozatok is az univerzumhoz tartoznak. A fázis számos produkciója a Bosszúállók: Végjáték eseményei után játszódik. A WandaVízió három héttel a film eseményei után játszódik. A Loki első évada nagy része az időn és a téren kívül játszódik. A Sólyom és a Tél Katonája hat hónappal a Végjáték után játszódik. Az Örökkévalók a Végjáték után hat-nyolc hónappal később, 2024-ben játszódik. Míg a Pókember: Nincs hazaút közvetlenül az Idegenben után játszódik. A Shang-Chi és a tíz gyűrű legendája szintén a Végjáték után játszódik. A Sólyomszem egy évvel a Végjáték után játszódik, 2024 karácsonyán. A Holdlovag 2025 elején játszódik. Ms. Marvel szintén 2025-ben játszódik. A Doctor Strange az őrület multiverzumában a Pókember: Nincs hazaút után 2024 végén játszódik. Míg a Thor: Szerelem és mennydörgés nyolc évvel a Thor: Ragnarök után játszódik. A Fekete Özvegy a Polgárháború és a Végtelen háború között játszódik.

## Fordítás
- Ez a szócikk részben vagy egészben  a   Marvel Cinematic Universe című angol Wikipédia-szócikk ezen változatának fordításán alapul.  Az eredeti cikk szerkesztőit annak laptörténete sorolja fel. Ez a jelzés csupán a megfogalmazás eredetét és a szerzői jogokat jelzi, nem szolgál a cikkben szereplő információk forrásmegjelöléseként.